# UCI-Kunstrad-Weltcup 2018
Beim UCI-Kunstrad-Weltcup 2018 wurden durch die Union Cycliste Internationale und die Initiative Indoor Cycling Worldwide die Weltcupsieger im Kunstradfahren ermittelt. Es handelte sich um die erste Wettkampfserie dieses Namens.

## Termine
Der Weltcup bestand aus vier Runden, von denen die letzte „Finale“ hieß; im Finale zählten die Punkte doppelt.
- Prag: 10. Februar
- Heerlen: 30. Juni
- Hongkong: 12. August
- Erlenbach: 17. November

## Einer Frauen
| # | Datum        | Ort       | Erste          | Zweite         | Dritte         |
| - | ------------ | --------- | -------------- | -------------- | -------------- |
| 1 | 10. Februar  | Prag      | Milena Slupina | Maren Haase    | Viola Brand    |
| 2 | 30. Juni     | Heerlen   | Milena Slupina | Maren Haase    | Viola Brand    |
| 3 | 12. August   | Hongkong  | Viola Brand    | Maren Haase    | Milena Slupina |
| F | 17. November | Erlenbach | Maren Haase    | Milena Slupina | Denise Boller  |

Gesamtwertung
| Platz | Name            | Punkte |
| ----- | --------------- | ------ |
| 1     | Maren Haase     | 440    |
| 2     | Milena Slupina  | 430    |
| 3     | Viola Brand     | 370    |
| 4     | Nathalie Walter | 290    |
| 5     | Seraina Waibel  | 290    |
| 6     | Denise Boller   | 240    |

## Einer Männer
| # | Datum        | Ort       | Erster     | Zweiter         | Dritter          |
| - | ------------ | --------- | ---------- | --------------- | ---------------- |
| 1 | 10. Februar  | Prag      | Lukas Kohl | Marcel Jüngling | Martin Fürsattel |
| 2 | 30. Juni     | Heerlen   | Lukas Kohl | Marcel Jüngling | Lukas Burri      |
| 3 | 12. August   | Hongkong  | Lukas Kohl | Moritz Herbst   | Wong Chin To     |
| F | 17. November | Erlenbach | Lukas Kohl | Moritz Herbst   | Lukas Burri      |

Gesamtwertung
| Platz | Name            | Punkte |
| ----- | --------------- | ------ |
| 1     | Lukas Kohl      | 500    |
| 2     | Martin Schön    | 295    |
| 3     | Marcel Jüngling | 290    |
| 4     | Lukas Burri     | 275    |
| 5     | Moritz Herbst   | 240    |
| 6     | Jakub Mašek     | 225    |

## Zweier Frauen
| # | Datum        | Ort       | Erste                                | Zweite                             | Dritte                                |
| - | ------------ | --------- | ------------------------------------ | ---------------------------------- | ------------------------------------- |
| 1 | 10. Februar  | Prag      | Sophie-Marie Nattmann Caroline Wurth | Helen Vordermeier Selina Marquardt | Irina Christinger Nathalie Steinemann |
| 2 | 30. Juni     | Heerlen   | Sophie-Marie Nattmann Caroline Wurth | Lena Bringsken Lisa Bringsken      | Marina Dullinger Leonie Walter        |
| 3 | 12. August   | Hongkong  | Sophie-Marie Nattmann Caroline Wurth | Helen Vordermeier Selina Marquardt | [ 1 ]                                 |
| F | 17. November | Erlenbach | Sophie-Marie Nattmann Caroline Wurth | Lena Bringsken Lisa Bringsken      | Helen Vordermeier Selina Marquardt    |

Gesamtwertung
| Platz | Namen                                   | Punkte |
| ----- | --------------------------------------- | ------ |
| 1     | Sophie-Marie Nattmann / Caroline Wurth  | 500    |
| 2     | Helen Vordermeier / Selina Marquardt    | 300    |
| 3     | Irina Christinger / Nathalie Steinemann | 265    |
| 4     | Lena Bringsken / Lisa Bringsken         | 240    |
| 5     | Marina Dullinger / Leonie Walter        | 190    |
| 6     | Kateřina Janáčková / Štěpánka Řasová    | 65     |

## Zweier offen
| # | Datum        | Ort       | Erste                           | Zweite                             | Dritte                             |
| - | ------------ | --------- | ------------------------------- | ---------------------------------- | ---------------------------------- |
| 1 | 10. Februar  | Prag      | Serafin Schefold Max Hanselmann | André Bugner Benedikt Bugner       | Lukas Burri Fabienne Hammerschmidt |
| 2 | 30. Juni     | Heerlen   | Serafin Schefold Max Hanselmann | Lukas Burri Fabienne Hammerschmidt | Nina Stapf Patrick Tisch           |
| 3 | 12. August   | Hongkong  | Serafin Schefold Max Hanselmann | Nina Stapf Patrick Tisch           | Lukas Burri Fabienne Hammerschmidt |
| F | 17. November | Erlenbach | Serafin Schefold Max Hanselmann | Nina Stapf Patrick Tisch           | Lukas Burri Fabienne Hammerschmidt |

Gesamtwertung
| Platz | Namen                                | Punkte |
| ----- | ------------------------------------ | ------ |
| 1     | Serafin Schefold / Max Hanselmann    | 500    |
| 2     | Nina Stapf / Patrick Tisch           | 375    |
| 3     | Lukas Burri / Fabienne Hammerschmidt | 360    |
| 4     | Lim Tsz Hin / Lim Tsz Leung          | 260    |
| 5     | André Bugner / Benedikt Bugner       | 80     |

## Vierer
| # | Datum        | Ort       | Erste                                                                          | Zweite                                                                 | Dritte                                                                         |
| - | ------------ | --------- | ------------------------------------------------------------------------------ | ---------------------------------------------------------------------- | ------------------------------------------------------------------------------ |
| 1 | 10. Februar  | Prag      | RV Sirnach Céline Burlet Jennifer Schmid Melanie Schmid Flavia Zuber           | VfH Worms Nora Erbenich Sabrina Born Annika Furch Hannah Rohrwick      | SG Erlenbach/Öhringen Anton Köhler Nicole Kerner Fabian Kerner Maike Reinfurth |
| 2 | 30. Juni     | Heerlen   | SG Erlenbach/Öhringen Anton Köhler Nicole Kerner Fabian Kerner Maike Reinfurth | [ 2 ]                                                                  | [ 1 ]                                                                          |
| 3 | 12. August   | Hongkong  | RV Sirnach Céline Burlet Jennifer Schmid Melanie Schmid Flavia Zuber           | South China A.A. Yu Kwan Lok So Cheuk Kwan So Cheuk Sang Chan Chak Hei | [ 1 ]                                                                          |
| F | 17. November | Erlenbach | RV Sirnach Céline Burlet Jennifer Schmid Melanie Schmid Flavia Zuber           | VfH Worms Nora Erbenich Sabrina Born Annika Furch Hannah Rohrwick      | SG Erlenbach/Öhringen Anton Köhler Nicole Kerner Fabian Kerner Maike Reinfurth |

Gesamtwertung
| Platz | Mannschaft            | Punkte |
| ----- | --------------------- | ------ |
| 1     | RV Sirnach            | 400    |
| 2     | SG Erlenbach/Öhringen | 310    |
| 3     | VfH Worms             | 240    |
| 4     | South China A.A.      | 80     |